# 디에틸카르바마진
디에틸카르바마진은 림프 사상충증, 열대성 폐 호산구증가증 및 로아증을 포함한 사상충증의 치료에 사용되는 약물이다. 또한 위험이 높은 사람들의 로이아시스 예방에도 사용할 수 있다. 사상충증(강변 실명증)에 사용되었지만 이버멕틴이 선호된다. 구강 투여하여 복용한다.
일반적인 부작용으로는 가려움증, 안면 부종, 두통, 피로감 등이 있다. 다른 부작용으로는 시력 상실과 현기증이 있다. 임신 중에 권장되는 치료법이며 아기에게 안전한 것으로 보인다. 그러나 가능한 경우 치료를 위해 임신 후까지 기다리는 것이 좋다. 이 물질은 4-메틸-피페라진으로 만들어진다.
디에틸카르바마진은 옐라프라가다 서브바로우(Yellapragada Subbarow)에 의해 1947년에 발견되었다. 세계보건기구의 필수 의약품 목록에 나열되어 있다. 미국에서는 시중에서 구할 수 없지만 질병 통제 예방 센터에서 구할 수 있다.